# Alexander Maconochie
Alexander Maconochie, född 11 februari 1787, död 25 oktober 1860, var en brittisk fängelsereformator.
Maconochie var 1840-44 styresman för fångkolonin på ön Norfolk, 1849-51 direktör för fängelset i Birmingham. Han fick i sin ungdom som fransk krigsfånge personligen lära känna tidens usla fängesleförhållanden och arbetade sedan för förbättring av fångarnas ställning, bland annat genom propaganda för ett polettsystem med förmåner för flit och gott uppförande, en föregångare till det så kallade progressivsystemet. Maconochie rönte dock föga förståelse hos samtidens myndigheter.